# Mijaíl Lavréntiev
Mijaíl Alekséyevich Lavréntiev (del ruso: Михаи́л Алексе́евич Лавре́нтьев); 19 de noviembre de 1900-15 de octubre de 1980 fue un matemático e hidrodinámico soviético.

## Biografía

### Primeros años
Lavréntiev nació en Kazán, donde su padre trabajaba de instructor (posteriormente pasaría a ser profesor en la Universidad de Kazán, y luego en la Universidad de Moscú).
Lavréntiev ingresó en la Universidad de Kazán, y, cuando su familia se mudó a Moscú en 1921, él pasó al Departamento de Física y Matemáticas de la Universidad Estatal de Moscú. Se graduó en 1922 y prosiguió su formación en la universidad entre 1923 y 1926 como estudiante de posgrado bajo la supervisión de Nikolái Luzin.
Aunque Luzin fue acusado de plagio en trabajos científicos y de actividades antisoviéticas por algunos de sus alumnos en 1936, Lavréntiev no participó en la notoria persecución política de su profesor en lo que se dio a conocer como caso Luzin o asunto Luzin. De hecho, Luzin era amigo de su padre.: 5 

### Trayectoria profesional
En 1927, Lavréntiev pasó medio año en Francia, colaborando con matemáticos franceses. Tras volver a la Unión Soviética, se incorporó a la Universidad de Moscú. Posteriormente, hizo lo propio en el Instituto Steklov de Matemáticas. Sus principales contribuciones estuvieron relacionadas con transformaciones conformes y ecuaciones diferenciales parciales. Mstislav Kéldysh fue uno de sus alumnos.
En 1939 Aleksandr A. Bogomólets, presidente de la Academia de Ciencias de Ucrania, solicitó que Lavréntiev dirigiera el Instituto de Matemáticas en Kiev.
Una de las principales áreas de interés científico de Lavréntiev era la física de los procesos explosivos, en cuyo estudio se implicó cuando trabajó en la defensa en la Segunda Guerra Mundial. Un mejor entendimiento de la física de las explosiones posibilitó el uso de explosiones controladas en la construcción de la presa de Medéu en las afueras de Almá Atá, en Kazajistán.

### En Siberia
Mijaíl Lavréntiev fue uno de los principales organizadores y el primer director de la División Siberiana de la Academia de Ciencias de la Unión Soviética, desde su fundación en 1957 hasta 1975. Su logro más conocido es la fundación de la "Ciudad Académica", o Akademgorodok, en la actualidad un distrito de Novosibirsk.
Seis meses después de tomarse la decisión de fundar la División Siberiana de la Academia de Ciencias de la Unión Soviética, se fundó la Universidad Estatal de Novosibirsk. Entre 1959 y 1966, Lavréntiev ocupó un puesto de profesor en la Universidad Estatal de Novosibirsk.
Lavréntiev también fue uno de los fundadores del Instituto de Hidrodinámica de la División Siberiana de la Academia de Ciencias de la URSS, que en 1980 fue nombrado en su honor.

### Familia
Su hijo, Mijaíl Mijáilovich Lavréntiev (1930-2010) también fue matemático y perteneció a la dirección de Akademgorodok.

## Reconocimientos
Lavréntiev recibió varios premios y galardones: el título honorífico de Héroe del Trabajo Socialista, un Premio Lenin, un Premio Estatal de la URSS y una Medalla Lomonósov. Fue elegido miembro de varias academias de renombre y fue nombrado ciudadano honorario de Novosibirsk.
Llevan su nombre el Instituto de Hidrodinámica Lavréntiev de Novosibirsk, que él contribuyó a fundar, y el buque de investigación Akadémik Lavréntiev, así como calles de Kazán, Dolgoprudny y Novosibirsk.